# 오찬호
오찬호(1976년~)는 대한민국의 사회학자이다. 2007년부터 전국의 대학 및 대학원에서 강의를 맡았으며, KBS 《TV, 책을 읽다》, 국회방송 《TV, 도서관에 가다》, MBN 《황금알》, tvN 《젠틀맨리그》 등 방송에 출연했다.

## 저서
- 《우리는 차별에 찬성합니다》(2013년)
- 《절망의 나라의 행복한 젊은이들》(2014년)
- 《진격의 대학교》(2015년)
- 《이따위 불평등》(2015년)
- 《대학의 배신》(2016년)
- 《하얀 폭력, 검은 저항》(2016년)